# Nivisanaaq
Nivisanaaq ou Nivissannaq, parfois appelée Siussarnaq et surnommée Shoofly par les Occidentaux, est une Inuite de la région de Kivalliq au Nunavut dans les terres polaires du Canada, née probablement avant 1880 et morte en 1933 ou peu après. Elle est connue pour sa longue relation (1894-1919) avec le capitaine George Comer, un chasseur de baleines et anthropologue américain.  

## Biographie
Nivisanaaq est membre du groupe d'Inuits Aivilik ou Aivilingmiut, de la communauté plus large des Iglouliks. Elle vit à l'extrémité nord-ouest de la baie d'Hudson, au cap Fullerton face à l'île Southampton. Elle est l'une des deux épouses d'Auqqajaq. Tous deux ont un enfant.
Le couple se lie d'amitié avec George Comer au cours d'une de ses premières campagnes de pêche dans la baie, après qu'Auqqajaq lui a sauvé la vie en février 1894 (une fine couche de glace s'était brisée sous le poids de l'Américain, le précipitant dans l'eau froide par −34 °C, à six kilomètres de son embarcation),. 
Les baleiniers occidentaux peinent à prononcer les noms des autochtones : ils surnomment Auqqajaq « Ben », Nivisanaaq « Shoofly » (selon une chanson populaire anglaise « Shoo Fly, Don't Bother Me (en) »), et leur fils « John Ell », du nom du boxeur américain John L. Sullivan. Réciproquement, les Inuits appellent Comer « Angakkuq » (« Chaman »). 
George Comer revient à plusieurs reprises au cap Fullerton, où ses hommes et lui hivernent. Il noue une relation amoureuse durable avec Ukkuq, la sœur cadette de Nivisanaaq. Un fils, Pamiulik surnommé « Laurent », nait de cette union. Mais Ukkuq meurt en mettant au monde leur second enfant — qui ne survit pas non plus. 
Après la mort de sa sœur, Nivisanaaq — toujours mariée à Auqqajaq — s'installe sur le bateau de Comer à chacune de ses visites. Dans la tradition inuite, il est courant qu'un homme qui a deux femmes en « partage » une avec un autre chasseur ; la coutume participe au renforcement des relations entre les chasseurs, et à la réduction de l'impact des aléas  encourus dans ces régions hostiles. En ce qui concerne les baleiniers, qui restent sur place pour les longs hivernages, l'intérêt économique est évident et beaucoup d'entre eux se lient avec une Inuite. Outre leurs éventuelles relations intimes, celle-ci apportait à son ami occidental nourriture et vêtements chauds, tandis que l'homme fournissait la famille inuite en marchandises du commerce,. Il était ainsi logique et socialement admis que le capitaine George Comer et Auqqajaq, responsable expérimenté de l'équipe d'Inuits qui aidaient les marins lors de leurs chasses, entretiennent simultanément des relations avec Nivisanaaq. 
Pour autant, les descendants de celle-ci démentent, chronologie à l'appui, que John Ell ait pu être le fils du capitaine. 
Auqqajaq meurt en juin 1905, et Comer et ses hommes participent à ses funérailles. Nivisanaaq et le capitaine poursuivent leur relation. Peu après, Nivisanaaq prend un second mari, Angutimmarik, que les baleiniers surnomment « Scotch Tom » (il travaille généralement avec des pêcheurs écossais). 
Elle est alors un des leaders de la communauté,. 

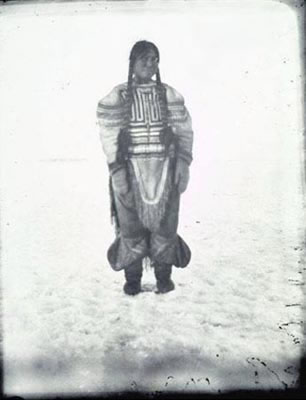
Shoofly-Nivisanaaq au Cape Fullerton, 17 mai 1901. Photographie de George Comer

Comer se passionne en amateur pour l'anthropologie, sous le mentorat de Franz Boas : parmi les nombreux clichés qu'il réalise de ses amis Iglouliks, plusieurs photographies de Nivisanaaq ont préservé son souvenir : on la voit souvent vêtue de parkas (ou  amautiq) qu'elle cousait elle-même en peaux de caribous ou de phoques (c'était dit-on une remarquable couturière et la fréquentation des Blancs lui permit de posséder la première machine à coudre de la région), et décorait de perles de commerce (en) apportées par les baleiniers.  
En 1919, George Comer effectue son dernier voyage en Arctique. Il a alors 61 ans. Depuis le Connecticut où il a pris sa retraite auprès de sa femme, il continue à envoyer des colis à Shoofly. En 1933, une lettre de John Ell l'informe de la santé déclinante de Nivisanaaq. Il est probable qu'elle décède peu après,.      
Son histoire est principalement connue par les souvenirs transmis par les Inuits ; le journal de George Comer ne la mentionne que rarement — peut-être par égard pour sa femme, qui vivait dans le Connecticut.      
Plusieurs descendants de Nivisanaaq vivent de nos jours dans l'Arctique canadien,.